# Kaaffik
Kaaffik [ˈkaːfːik] (nach alter Rechtschreibung Kâgfik) ist eine wüst gefallene grönländische Siedlung im Distrikt Sisimiut in der Qeqqata Kommunia.

## Lage
Kaaffik befindet sich auf einer Insel inmitten des Schärengartens westlich der Insel Sallersua an der Mündung des Ikertooq. Kaaffik liegt 25 km südlich von Sisimiut, 35 km südwestlich von Sarfannguit und 16 km nördlich von Itilleq.

## Geschichte
Über Kaaffik ist nichts weiter bekannt, außer dass die Bevölkerung Mitte des 19. Jahrhunderts verhungerte. Seither ist der Wohnplatz verlassen.